# ORCID

Logo

ORCID (Open Researcher and Contributor ID) este un cod alfanumeric non-proprietar, care permite indentificarea de o manieră unică a savanților și autorilor de contribuții academice și științifice. Acesta permite, de asemenea, rezolvarea problemei cauzate de omonimie, schimbarea numelor (de ex. la căsătorie), existența unei ordini diferite a numelor în diferite culturi și diferite sisteme de scriere.
Este similar cu digital object identifier.